# Mia Beyerl

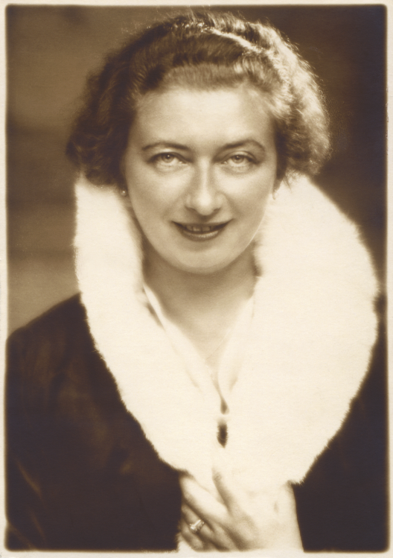
Mia Beyerl, 1928 in Wien

Maria Anna „Mia“ Beyerl (* 26. Dezember 1900 in Linz; † 24. Mai 1989 ebenda) war eine österreichische Opernsängerin (Stimmlage Alt), Pianistin und Musikpädagogin. Sie war Mitglied des Ensembles der Volksoper Wien.

## Leben und Wirken

### Herkunft und Familie

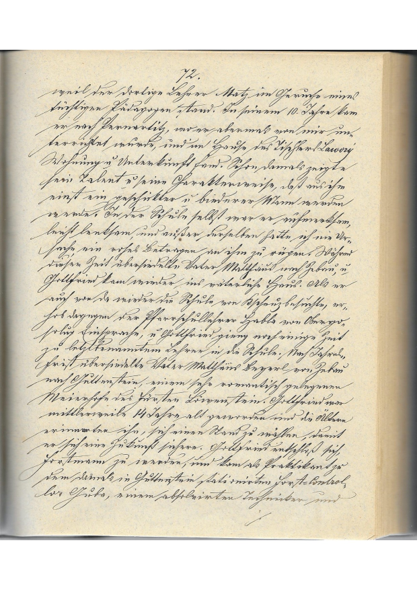
Seite aus der Familienchronik, um 1865

Mia Beyerls Vorfahren entstammten einem ursprünglich in Frankreich beheimateten Adelsgeschlecht, das sich bis ins 17. Jahrhundert nachweisen lässt.
Ihre Eltern waren Heinrich Beyerl (1868–1958) und Maria Beyerl, geborene Neuhaus (1871–1969). Heinrich Beyerl wurde als Sohn eines Schullehrers in dem damals zu Österreich-Ungarn gehörenden Dorf Hayd geboren und erlernte bei verschiedenen Lehrstellen in Graz und Salzburg den Kaufmannsberuf. Maria Beyerl stammte aus dem nahe der bayerischen Grenze gelegenen Sollern in Oberösterreich. Mia Beyerls Eltern lernten sich 1898 in Salzburg kennen. Beide Eltern waren Musikliebhaber und traten bei Gesangsspielen und Musikstücken gemeinsam auf. Anfang 1900 erfolgte die Eheschließung. Kurz nach der Vermählung zog das Ehepaar Beyerl in die damals wirtschaftliche aufstrebende Stadt Linz, wo Heinrich Beyerl im Jänner 1900 die „Firma Beyerl“ als Galanterie- und Kurzwarenhandlung, die noch im selben Jahr zu einem „Handelsgewerbe mit Waren ohne Beschränkung“ erweitert und später als Spielwarengeschäft geführt wurde, gründete.    
Mia Beyerl hatte noch eine jüngere Schwester Margarete, genannt Gretel (1902–1990). Beyerl erhielt seit früher Kindheit Gesangs- und Klavierunterricht und wurde in einer von Nonnen geführten „Höheren Töchterschule“ in Linz ausgebildet. Die Nonnen unterwiesen sie in der Sprache der Diplomatie und der Konversation und brachten ihr gute Umgangsformen sowie eine gute Bildung bei. Nach der „Höheren Töchterschule“ besuchte sie anschließend ein Jahr noch eine Haushaltsschule in Bayern.  

### Ausbildung und Karriere
Nach erfolgreichem Abschluss der Schule begab sie sich 1919 nach Wien, um an der Staatsakademie (heute Universität für Musik und darstellende Kunst) die Studienfächer Gesang und Klavier zu belegen.
Mia Beyerl war Altistin und trat bereits während ihrer Ausbildungszeit unter ihrem Künstlernamen „Mia Beyerl“ in Wien und Linz bei Konzerten, bei Liedertafeln und auf Wiener Volksbühnen auf. Einen ihrer ersten öffentlichen Auftritte hatte sie im August 1920 im Liedertafelsaal der Gasthofes Schatz in Linz, wo sie „Lieder von Strauß und Hilbach“ vortrug. Sie übernahm häufig gefühlsbetonte und romantische Rollen und war aufgrund ihrer Bühnenwirkung auch als Vortragende bei Festakten und als Rezitatorin gefragt. In ihrer Anfangszeit wurde Mia Beyerl insbesondere von dem Linzer Komponisten, Pianisten und Dirigenten August Göllerich (1859–1923) gefördert, der sie in seiner Eigenschaft als Direktor des Linzer Musikvereins bei den Musikvereinskonzerten wiederholt als Solistin einsetzte. Ihre professionelle Gesangslaufbahn lässt sich auf die Jahre von 1922 bis 1929 datieren. Im Februar 1926 gab sie in Linz einen Liederabend mit Liedern von Franz Schubert. Im Sommer 1928 legte sie die beiden Staatsprüfungen für Gesang und Klavier „mit sehr gutem Erfolg“ ab. Anschließend wurde sie Mitglied des Ensembles der Volksoper Wien. Sie war auch Schülerin der Opernklasse des bekannten Wiener Gesangspädagogen Hans Enders und unterrichtete als dessen Assistentin im Sologesang.
Nach einer Diphtherieerkrankung im Jahr 1929 musste sie aufgrund des weitgehenden Verlusts ihrer Stimme ihre Operngesangskarriere aufgeben. Weitere künstlerische Angebote blieben aus. Sie kehrte daher nach Linz zurück und ließ sich dort ab 1932 als Gesangspädagogin nieder. Neben Privatunterricht für Schauspieler des Linzer Landestheaters war sie auch seit deren Gründung 1951 an der Musikschule der Stadt Linz als Gesangslehrerin tätig und organisierte regelmäßig Konzerte für ihre begabtesten Schüler. Als Gesangslehrerin arbeitete sie bis 1975.
In den Fünfzigerjahren schloss sich Mia Beyerl, die unverheiratet blieb, den Zeugen Jehovas an. Ab September 1969 lebte sie im Hochparterre des aus der Gründerzeit stammenden Familienhauses in Linz-Urfahr. Im Winter 1988/89 verschlechterte sich ihr Gesundheitszustand erheblich. Im Frühjahr 1989 musste sie sich einem Krankenhausaufenthalt unterziehen, bei dem eine Geschwulst im Magenbereich entfernt wurde. Mia Beyerl starb im Alter von fast 89 Jahren im Beisein ihrer Großnichte.

## Aufführungen (Auswahl)
- 1924: Te Deum von Anton Bruckner, Zum Gedenktag des 100. Geburtstags Bruckners, St. Pölten[5]
- 1924: Mutter Erde von Hugo Kaun, Linz (Österreichische Erstaufführung)[6]